# Кавалера, Зайон
Зайон Кавалера — бразильский и американский ударник, сын бывшего фронтмена Sepultura и нынешнего фронтмена Soulfly и Cavalera Conspiracy Макса Кавалеры и текущий ударник Soulfly и Lody Kong.

## Биография
Родился 19 января 1993 года. Будучи под влиянием своего дяди, Игора Кавалеры, бывшего барабанщика Soulfly, Ройа Майоргана, а также ударника Black Sabbath, Билла Уорда, Зайон уже в 2010 году исполнил ударную партию в песне Soulfly Refuse/Resist, бонусного трека с альбома Omen, а в 2012 — партию в Revengeance с альбома Enslaved, вместе со своими братьями Игором и Ричи.
В 2011 году Зайон и его брат Игор Кавалера основали группу Lody Kong, которая успешно выступала с Soulfly и Incite (с Ричи Кавалерой в роли фронтмена) в рамках тура «Maximum Cavalera Tour». В этом же туре Зайон заменил предыдущего ударника Soulfly Дэвида Кинкейда, который завершил свою музыкальную карьеру. В 2013 году Lody Kong выпускают свой дебютный мини-альбом No Rules, продюсером которого стал Рой Майорга. Альбом был выпущен на лейбле Minus Head Records.
25 марта 2016 года Lody Kong выпускают дебютный альбом Dreams And Visions на лейбле Mascot Label Group и отправились в тур в поддержку Soulfly.

## Дискография

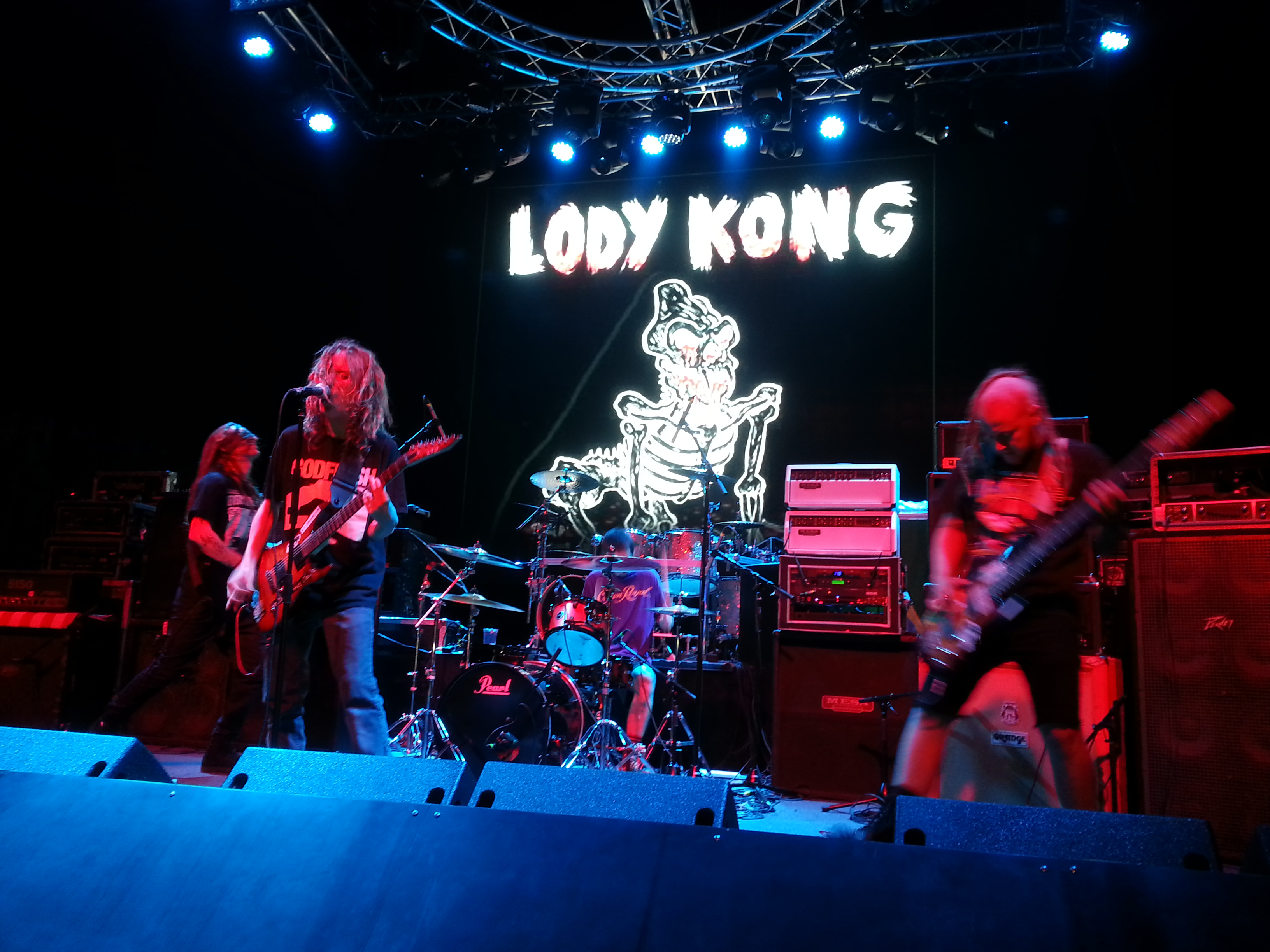
Зайон Кавалера вместе с Lody Kong

### Lody Kong
- No Rules (EP, 2013)
- Dreams And Visions (2016)

### Soulfly
- Soulfly (1998) – вокал в «Bumbklaatt»
- 3 (2002) – вокал в «One Nation»
- Omen (2010) – ударные в «Refuse/Resist»
- Enslaved (2012) – ударные в «Revengeance»
- Savages (2013) – ударные, перкуссия
- Archangel (2015) – ударные, перкуссия